# Hlavní sídlo přístavní správy v Antverpách
Hlavní sídlo přístavní správy (nizozemsky Hoofdzetel Havenbedrijf Antwerpen, nebo Havenhuis Antwerpen) je budova v antverpském přístavu v Belgii.
Tato budova je známá svou originálně pojatou nadstavbou, kterou navrhla irácko-britská architektka Zaha Hadid (spolupracovali architekti Joris Pauwels, Jinmi Lee, Florian Goscheff, Monica Noguero, Kristof Crolla, Naomi Fritz, Sandra Riess, Muriel Boselli, Susanne Lettau). Nadstavba je umístěna nad rekonstruovanou starší budovou požární zbrojnice, podobně jako je nadstavba pražské Nové budovy Národního muzea umístěna nad původní budovou bývalé Peněžní burzy.
Budova má výšku 46 metrů, plocha pozemku celého areálu je 16 400 m² a užitná plocha stavby je 12 800 m². Se stavbou rozšíření se začalo v roce 2007 a byla dokončena v roce 2016.